# Amt Steinau
Das Amt Steinau war seit 1278 ein Lehen der Fürstabtei Fulda an die Herrschaft, später Grafschaft Hanau, ab 1458: Grafschaft Hanau-Münzenberg. Es stammt vermutlich aus der Mitgift der Elisabeth von Rieneck, die sie in ihre Ehe mit Ulrich I. von Hanau einbrachte.

## Funktion
In der Frühen Neuzeit waren Ämter eine Ebene zwischen den Gemeinden und der Landesherrschaft. Die Funktionen von Verwaltung und Rechtsprechung waren hier nicht getrennt. Dem Amt stand ein Amtmann vor, der von der Landesherrschaft eingesetzt wurde. 

## Bedeutung
Im Rahmen des Hanau-Münzenberger Landesteils der Grafschaft Hanau  war das Amt Steinau Zentrum der Verwaltung der so genannten Obergrafschaft. Es wurde gerne als Witwensitz an die Witwen Hanauer Grafen vergeben, die dann auf Schloss Steinau in der gleichnamigen Stadt, Steinau an der Straße, residierten. Mit dem Tod des letzten Hanauer Grafen, Johann Reinhard III., 1736 fiel das Amt – zusammen mit der ganzen Grafschaft Hanau-Münzenberg – an die Landgrafschaft Hessen-Kassel. Philipp Wilhelm Grimm, Vater der Brüder Grimm, war im 18. Jahrhundert Amtmann, also Verwaltungsleiter, des Amtes. Aus der Landgrafschaft Hessen-Kassel wurde 1803 das Kurfürstentum Hessen. Während der napoleonischen Zeit stand das Amt ab 1806 unter französischer Militärverwaltung, gehörte 1807–1810 zum Fürstentum Hanau und dann von 1810 bis 1813 zum Großherzogtum Frankfurt, Departement Hanau. Anschließend fiel es wieder an das Kurfürstentum Hessen zurück. Nach der Verwaltungsreform des Kurfürstentums Hessen von 1821, durch die Kurhessen in vier Provinzen und 22 Kreise eingeteilt wurde, gehörte das Territorium des ehemaligen Amtes zum Landkreis Schlüchtern. 1866 wurde das Kurfürstentum nach dem Deutsch-Österreichischen Krieg von Preußen annektiert und ist nach dem Zweiten Weltkrieg Bestandteil Hessens geworden. Mit der hessischen Gebietsreform wurde der ehemalige Kreis Schlüchtern 1974 dem Main-Kinzig-Kreis zugeschlagen.

## Bestandteile

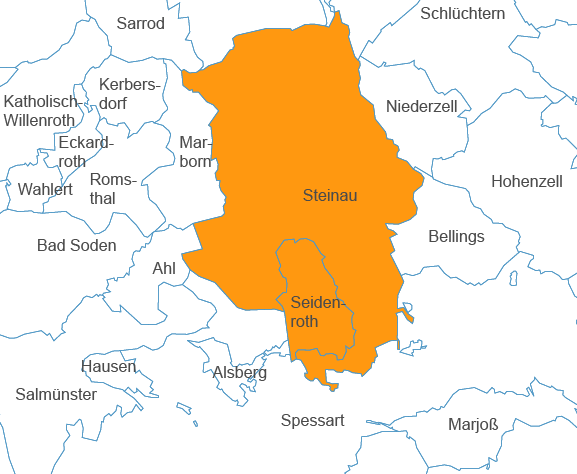

- Bremenfeld (Wüstung)
- Hunsrück
- Neuendorf (Wüstung)
- Niederdorf (Wüstung)
- Sachsen (Wüstung)
- Seidenroth
- Steinau

## Einwohnerentwicklung
- 1632[1]: 275 Familien
- 1707: 233 Familien
- 1754: 1.470 Einwohner